# Tomonobu Yokoyama
Tomonobu Yokoyama (Tokio, 18 maart 1985 – 4 januari 2024) was een Japans voetballer.

## Carrière
Tomonobu Yokoyama speelde tussen 2008 en 2011 voor Kawasaki Frontale. Hij tekende in 2012 bij Cerezo Osaka.
Yokoyama beëindigde begin 2020 zijn sportieve carrière. Hij overleed in januari 2024 aan de gevolgen van een hersentumor.